# Julio Becerra Rivero
Pour les articles homonymes, voir Becerra et Rivero.
Julio Becerra Rivero est un joueur d'échecs cubain né le 15 octobre 1973 à La Havane. Grand maître international depuis 1997, il est affilié à la fédération américaine des échecs depuis juillet 2003. 
Au 1er février 2021, Julio Becerra Rivero est le 47e joueur américain avec un classement Elo de 2 495 points.

## Biographie et carrière
Julio Becerra Rivero remporta le championnat de Cuba d'échecs à trois reprises : en 1995 (ex æquo avec Juan Borges), en 1996 (ex æquo avec Irisberto Herrera et en 1998 (seul vainqueur).
Il représenta Cuba lors de trois olympiade d'échecs : en 1994, 1996 et 1998, marquant 15 points en 28 parties. En 1997, il participa au championnat du monde d'échecs par équipes disputé à Lucerne.
En 1998, il remporta le tournoi zonal disputé au Salvador avec 7 points en 9 parties devant Walter Arrencibia, Alonso Zapata et Gilberto Hernandez. Ce résultat le qualifia pour le Championnat du monde de la Fédération internationale des échecs 1999 à Las Vegas où il fut battu au premier tour par Alekseï Aleksandrov.
Après le championnat du monde Becerra Rivero décida de rester aux États-Unis. En 2007, il finit 3e-5e ex æquo sur 36 participants du championnat des États-Unis d'échecs (cinquième au départage) avec 6 points sur 9. Le championnat des États-Unis étai un tournoi zonal et Becerra Rivero se qualifia pour la Coupe du monde d'échecs 2007 à Khanty-Mansiïsk où il fut éliminé au premier tour par Ievgueni Bareïev.
En 2008, il finit sixième du championnat panaméricain d'échecs avec 6 points sur 9. La même année, il finit 7e-10e (sur 24 joueurs) championnat américain 2008.